# Lista över militärhistoriska museer i Sverige
Lista över militärhistoriska museer i Sverige.

## Södra Sverige
- Aeroseum

- Beredskapsmuseet

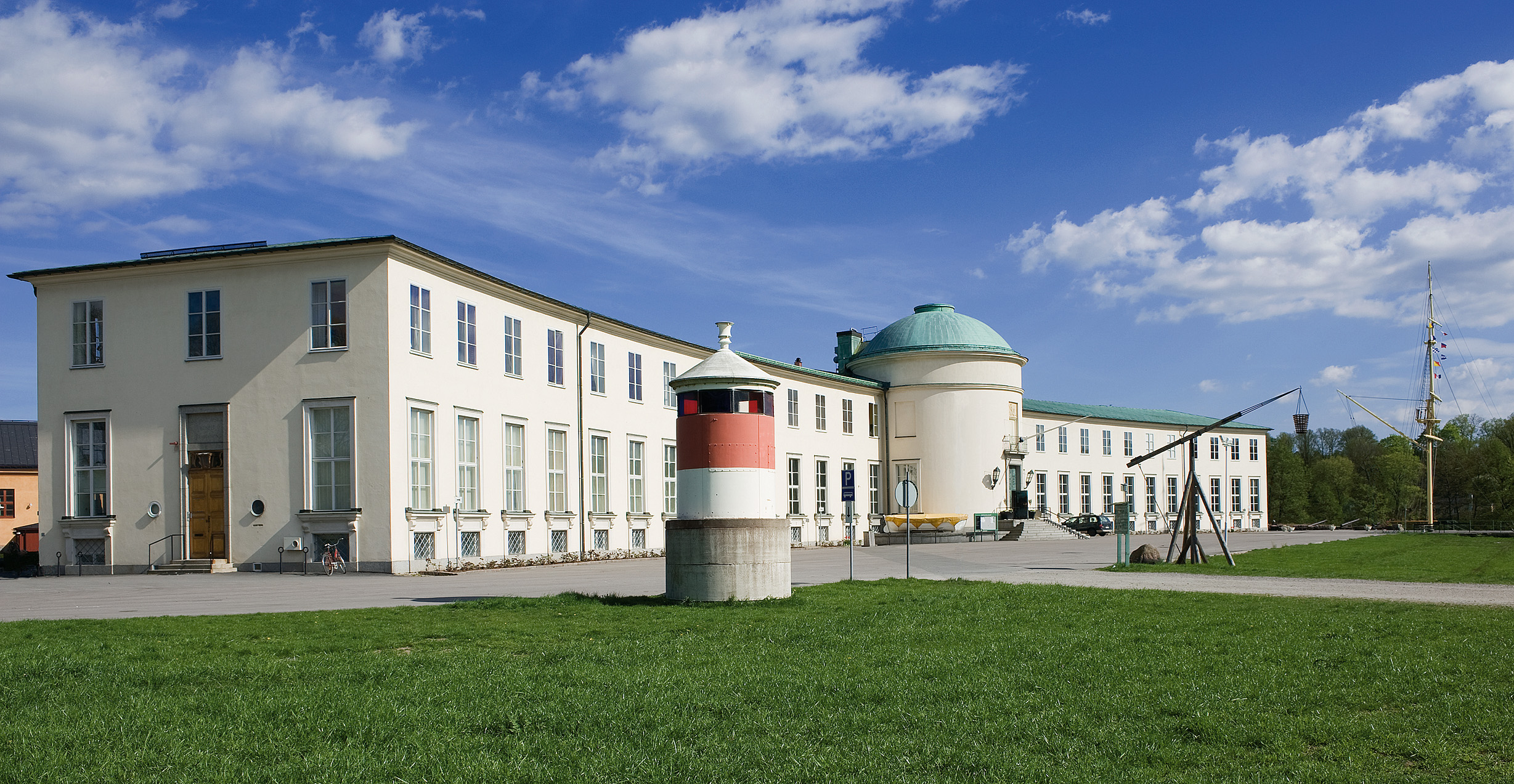
Sjöhistoriska museet i Stockholm.

- Garnisons- och Luftvärnsmuseet, 91:anmuseet[1]
- Hässleholms museum[2]
- Ljungbyheds Militärhistoriska Museum[3]
- Marinmuseum
- Maritiman
- Miliseum
- Museum för rörligt kustartilleri[4]
- Smålands militärhistoriska sällskap[5]
- Wendes Artillerimuseum[6]
- Ystads MilitärHistoriska Museum[7]
- Ängelholms flygmuseum

## Mellersta Sverige

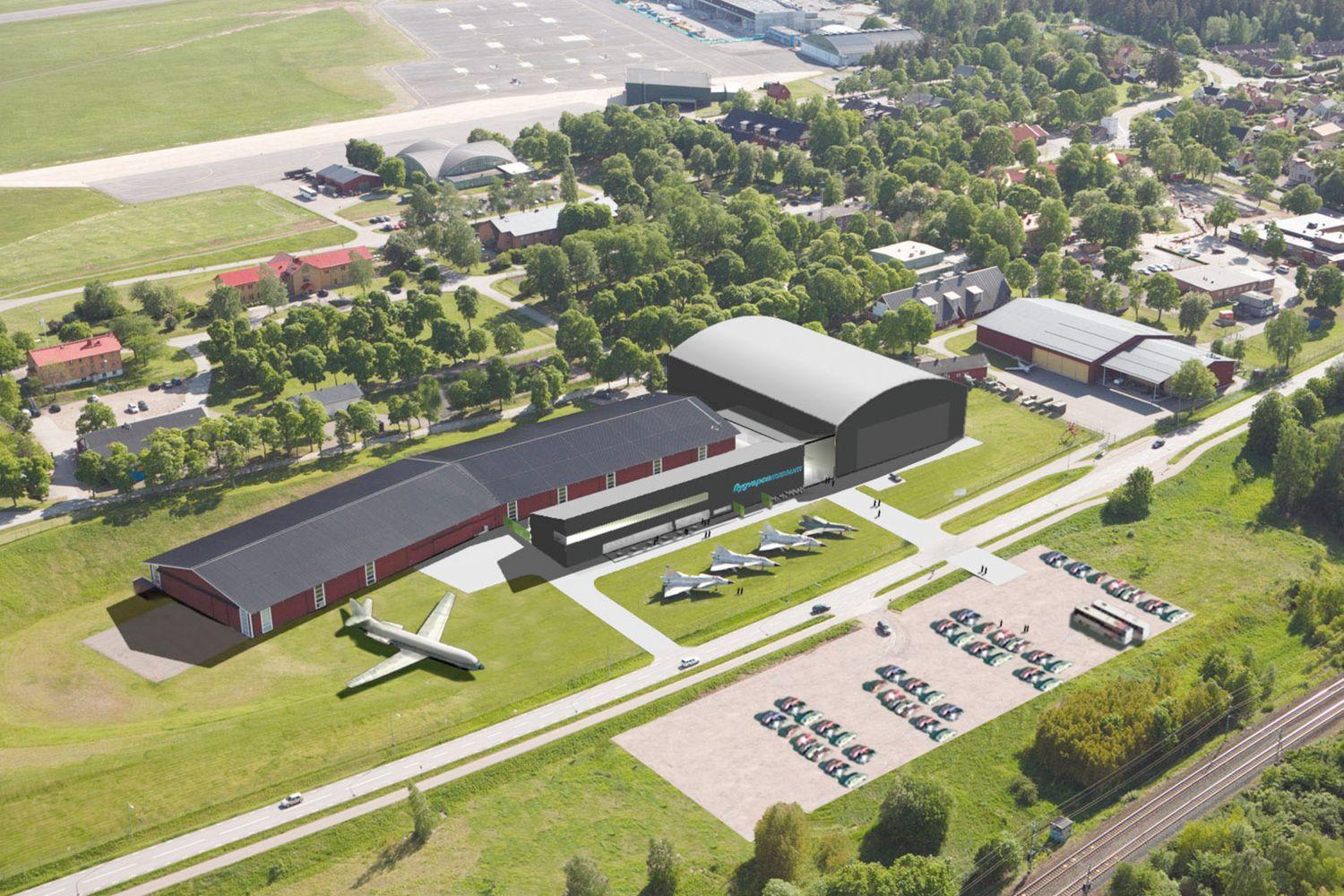
Flygvapenmuseum i Linköping.

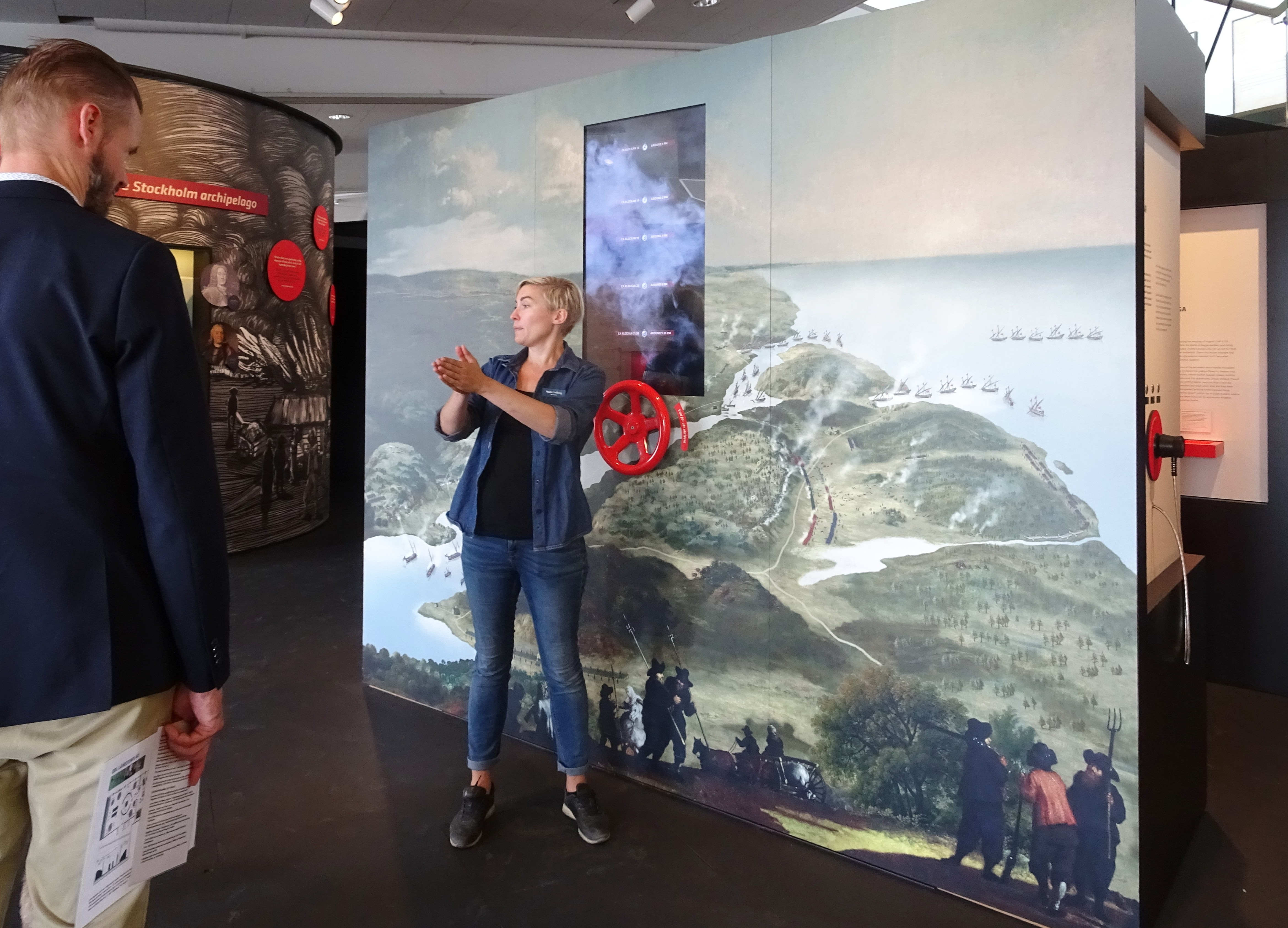
Guidad visning på slagfältsmuseet HAMN

- Armémuseum
- Arsenalen
- Batteri Arholma
- Batteri Landsort[8]
- Bohusläns försvarsmuseum[9]
- F11 - Sveriges flygspaningsmuseum[10]
- Femörefortet
- Flygvapenmuseum
- Garnisonsmuseet
- Gotlands försvarsmuseum
- Hemvärnsmuseet
- Karlsborgs fästningsmuseum[11]
- Krigsflygfält 16
- Norrtälje Luftvärnsmuseum[12]
- Robotmuseum
- Siaröfortet
- Sjöhistoriska museet
- Slagfältsmuseet HAMN
- Söderhamn/F15 F15 Flygmuseum[13]
- Västerås Flygmuseum[14]
- Vaxholms Fästnings Museum[15]

## Norra Sverige

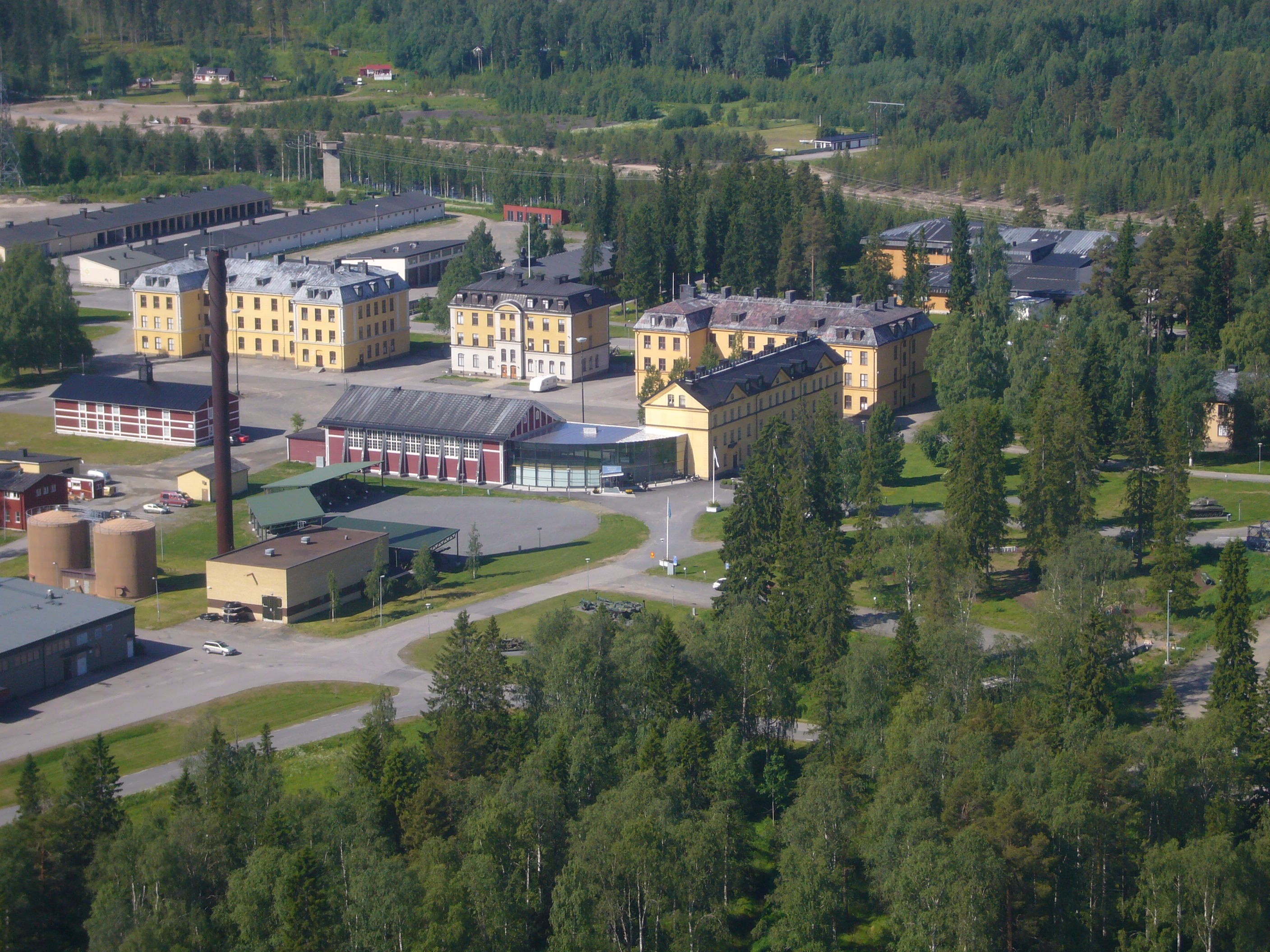
Försvarsmuseum i Boden.

- Dalregementets museer[16]
- Flygmuseet F 21[17]
- Försvarsmuseum Boden
- Gränsförsvarsmuseum
- Hemsö fästning
- Kalixlinjen
- Klintaberg
- RFN museum
- Rödbergsfortet
- Teknikland
- Victoriafortet